# Луис Альфредо Эррера Кометта
Луис Альфредо Эррера Кометта (исп. Luis Alfredo Herrera Cometta, род. 20 декабря 1946 года) — венесуэльский ученый в области релятивистской физики, чьи исследования были направлены на изучение анизотропии, термодинамики, точных решений, осевых симметричных решениях, общей теории относительности. Им предложены методики обнаружения гравитационного излучения с помощью гироскопов. Эррера является почетным профессором Школы физики Центрального университета Венесуэлы (Universidad Central de Venezuela), профессором кафедры физики и истории науки в Университете Страны Басков (Universidad del País Vasco). Выпускник Университета дружбы народов им. П. Лумумбы (1963).

## Биография
Луис Альфредо Эррера Кометта родился 20 декабря 1946 года. До шестнадцати лет он учился в Каракасе. Высшее образование получил в России, в Университете дружбы народов им. П. Лумумбы под руководством Николая Всеволодовича Мицкевича. В последующем учился в аспирантуре во Франции в Институте Анри Пуанкаре (Instituto Henri Poincaré), Париж, под руководством Ахилла Папапетру (Achille Papapetrou).
В 1972 году вернулся на родину в Каракас, где ведет научную и преподавательскую работу. Эрреран является одним из основателей Семинара по теории относительности и гравитационного поля в Университете Симона Боливара (Universidad Simón Bolívar). Поддерживает контакты с мировым сообществом ученых-релятивистов (Нилтоном О. Сантосом, Хесусом Ибаньесом, Хесусом Мартином, Жауме Каротом, Диего Павоном и др.).
Имеет двойное гражданство. Женат. Владеет испанским, английским, французским и русским языками.

## Награды и звания
- Премия Лоренцо Мендоса Флери (Premio Fundación Empresas Polar Lorenzo Mendoza Fleury), Венесуэла (1985)
- Национальная научная премия CONICIT, Венесуэла (1997)
- Премия Фонда Хуана Альберто Оливареса (Juan Alberto Olivares), Академия физических, математических и естественных наук, Венесуэла (2004)

Почетный профессор Школы физики Центрального университета Венесуэлы (Universidad Central de Venezuela), профессор кафедры физики и истории науки в Университете Страны Басков (Universidad del País Vasco).

## Научные достижения
Луис Эррера является ученым в области релятивистской астрофизики, изучает влияние анизотропии на гравитационный коллапс, вопросы симметрии в Общей относительности, применение термодинамики к астрофизическим явлениям. Разработал методики обнаружения гравитационного излучения с помощью гироскопов.